# 大韓航空2708便エンジン火災事故
大韓航空2708便エンジン火災事故（だいかんこうくう2708びんエンジンかさいじこ）は、2016年5月27日午後0時30分（JST）ごろ、東京国際空港（日本・東京都大田区）で大韓航空2708便が起こしたエンジン火災事故（航空事故）である。

## 概要

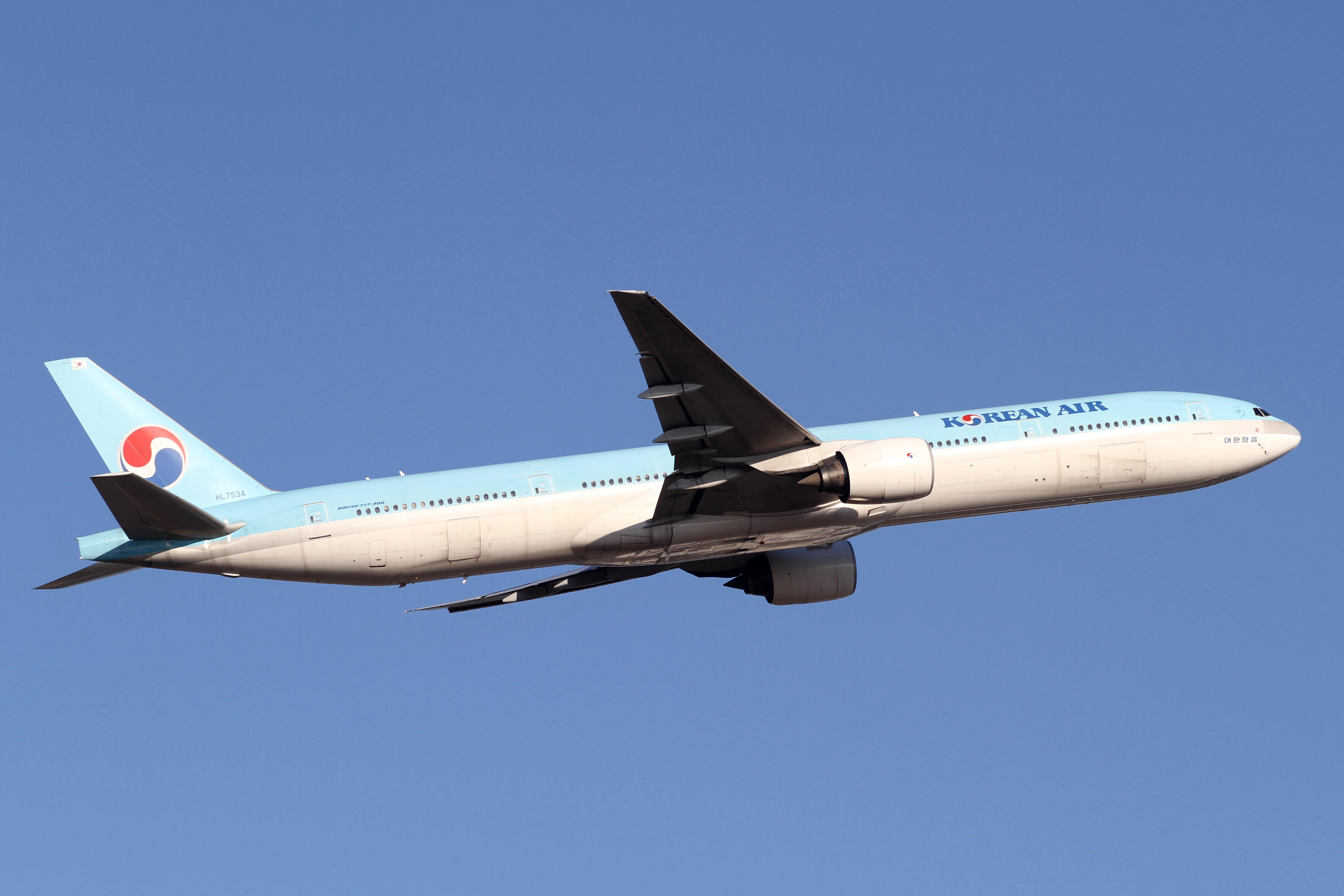
2010年に撮影された事故機

事故を起こしたのは大韓航空2708便（東京国際空港（羽田）発、金浦国際空港（韓国ソウル）行）のボーイング777-300型機である。事故機は東京国際空港C滑走路34Rを離陸滑走中（北風運用、南側から北側へ滑走）に第1（左側）エンジンから煙が出て、後に出火。エンジン内のタービンブレードが多数破断し、エンジンカウルも破損して滑走路に破片が散乱した。この事故で40名が負傷したが、死者は出ていない。
事故発生後、C滑走路北側付近にて機体は停止した。火災発生後、化学消防車が出動し、消火活動を行った。
乗員乗客は脱出スライドにて脱出した。乗客は滑走路脇に避難後、バスで国際線ターミナルに戻った。しかしながら、運航中モードのドアを開くと自動的に展開するはずの緊急脱出用スライドが1箇所（R5）正常に機能せず、シュータによる滑降の際に負傷を負った乗客も居ること判明。加えて火元である機体左側のシューターが展開していたことも判明している。当該機は満席に近く、シュータがすべてまともに使用できていれば乗客がより迅速に脱出できていた可能性も指摘されている。
本事故は、国土交通省運輸安全委員会によって重大インシデントに認定された。

## 事故調査
日本の国土交通省運輸安全委員会は、事故の原因を特定するために4名の調査官を派遣した。韓国の国土交通部は日本の捜査を支援するため、航空安全監督官を1名派遣した。
大韓航空は、5月27日の夜に、同社はエンジン故障の早期調査を行うことを発表した。また、韓国の航空法に基づき、厳密にすべてのメンテナンスを行っていることを強調した。

## 事故原因
離陸滑走時に第1（左側）エンジンの第1段高圧タービン・ディスクが破断し、その破片がエンジンケースを貫通したことにより、エンジン火災が発生したものと推定されている。
第1段高圧タービン・ディスクが破断した原因は、エンジン製造時に第1段高圧タービン・ディスク後面のU字型溝部分を加工した際に許容値を超える段差が生じ、エンジンの使用中に当該部分から低サイクル疲労による亀裂が発生して進展したことによるものと考えられている。
段差が発見されなかったことについては、エンジン製造者による製造時の検査の際に見逃された可能性が考えられている。また、亀裂が発見されなかったことについては、大韓航空による整備にて、タービン・ディスクの非破壊検査の際に見逃されたことが考えられている。
第1エンジンの火災は、第1段高圧タービン・ディスクの破片がエンジンケースを貫通した際の衝撃及びディスクの破断に伴い第1エンジンが急停止した際にエンジンが受けた荷重によりエンジンケースに取り付けられていた燃料滑油熱交換器の外側ケースに亀裂が生じ、その亀裂から漏出した燃料及び滑油が第1エンジンの高温部に接触して発火したことによるものと考えられる。

## 事故機
事故機大韓航空ボーイング777-300型機（機体記号：HL7534、製造番号：27950/120）は、1999年12月28日に大韓航空に引き渡された。エンジンはプラット・アンド・ホイットニー PW4000を使用しており直近では2014年11月に交換されていた。
事故機は調査及び修理のため6月3日まで東京国際空港に駐機してあったが、現在は運用再開している。

## 影響
東京国際空港では事故の影響で、C滑走路を含む4本全ての滑走路が一時閉鎖され、国内線・国際線の発着に支障を来したことにより、欠航や遅延が相次ぎ、利用客36,000人に影響が生じた。
また、第42回先進国首脳会議（伊勢志摩サミット）終了後に実施された米国大統領バラク・オバマの広島訪問において、オバマと内閣総理大臣安倍晋三による、広島平和記念公園での原爆死没者慰霊碑献花式に立ち会う為に、広島市に向かう予定だった中川俊直（自由民主党衆議院議員、広島県第4区）が、広島空港行の旅客機が欠航となり、式典に出席出来なかった。
なお、大韓航空はボーイング747-400（HL7460）を事故機の代替便として手配。5月27日の21時頃に、乗客253名を搭乗させて東京・羽田からソウル・金浦へ向けて出発した。